# Никотра, Себастьяно
Себастьяно Никотра (итал. Sebastiano Nicotra; 31 августа 1855, Сант-Альфио, Королевство Обеих Сицилий — 21 мая 1929, Сант-Альфио, королевство Италия) — итальянский куриальный прелат и ватиканский дипломат. Титулярный архиепископ Гераклеи Европейской с 18 декабря 1916. Апостольский интернунций в Чили с 16 по 31 декабря 1916. Апостольский нунций в Чили с 31 декабря 1916 по 1 октября 1918. Апостольский нунций в Бельгии с 1 октября 1918 по 30 мая 1923. Апостольский интернунций в Люксембурге и Нидерландах с 1 октября 1918 по 30 мая 1923. Апостольский нунций в Португалии с 30 мая 1923 по 16 марта 1928. 